# Lambert od Monaka
Lambert, punim imenom Lambert Grimaldi od Antibesa (tal. Lamberto Grimaldi di Antibes) (Antibes, 1420. – Monako, ožujak 1494.), monegaški gospodar od 1458. do svoje smrti. Bio je pripadnik đenoveške obitelji Grimaldi koja se rasprostranila prema Francuskoj. Oženio se s rođakinjom u sedmom koljenu Claudinom, gospodaricom Monaka, prema odredbi oporuke njena oca, Catalana Grimaldija, a na osnovu zakona o nasljeđivanju kojeg je donio njen djed Ivan I. od Monaka, prema kojem se, ukoliko ostane samo ženski potomak u obitelji, mora se udati za drugog pripadnika obitelji Grimaldi, kako bi se očuvalo obiteljsko ime i dinastija.
Budući da je u vrijeme očeve smrti, Claudine bila maloljetna djevojčica, moralo se pričekati na vjenčanje, ali je Lambert svejedno preuzeo vlast i naslov gospodara Monaka.

## Životopis
Rodio se plemićkoj obitelji, porijeklom iz Genove od oca Nicolasa i majke Cesarine Doria d’Oneglia. Njegova obitelj je držala je grad Antibes, smješten na Azurnoj obali od 1386. godine i bila je u rodbinskoj vezi s vladarskom obitelji Monaka. Lambert je imao dvojicu braće, Jean-Andréa, koji je službovao kao biskup Grassea i Louisa koji je obnašao dužnost u vojsci.
Kako bi osigurao svojoj kćeri da vlada Monakom i priskrbio opstanak dinastije Grimaldi, gospodar Catalan od Monaka († 1457.) je oporukom odredio da se njegova kći Claudine uda za svog rođaka u sedmom koljenu Lamberta, koji bi trebao preuzeti prijestolje, a njihovi bi potomci trebali vladati Monakom, što se naposljetku i dogodilo. Poslije Catalanove smrti, kratko je zavladala njegova kći Claudine, a budući da je bila tek djevojčica, u njeno ime je vladala njena baka Pomellina Fregoso.
Godine 1458. Lambert je preuzeo vlast nad Monakom, iako se nije još mogao vjenčati s Claudinom zbog njene dobi. Njegovu vlast je pokušala osporiti dotadašnja regentkinja Pomellina koja ga je pokušala napasti i zarobiti, ali uspio je izbjeći zasjedu. Nakon toga, Pomellina je sklopila sporazum s Katalonijom i Aragonijom da napadnu Monako, ali Lambert je osujetio njihovo pustošenje Monaka i spasio svoju državu. Nakon toga je zarobio i utamničio Pomellinu te osigurao sebi stabilnu vladavinu. Vjeruje se da je on uspostavio obiteljski slogan "S Božjom pomoći".
Unatoč velikoj razlici u godinama, imao je sretan i skladan brak s Claudinom, koja mu je dala šestoro djece:
- Ivan II. (1468. – 11. studenog 1505.) – gospodar Monaka (1494. – 1505.)
- Louis – proglašen ludim i razbaštinjen
- Bianca
- Augustin (1482. – 14. travnja 1532.) – biskup Grassea (1505. – 1532.) i regent Monaka (1523. – 1532.)
- Françoise († prije 1523.) – udala se za Luca Doria, a njihov sin Bartolomej Doria ubio je njenog brata Luciena
- Lucien (1487. – 22. kolovoza 1523.) – gospodar Monaka (1505. – 1523.)

Unatoč brojnim vojnim pobjedama, ostao je upamćen kao vrstan diplomat, a najveće diplomatsko postignuće bilo mu je to što je uspio dobiti zaštitu Francuske 1489. godine, a da se nije morao odreći suvereniteta.

## Vanjske poveznice
- Gospodar Lambert i Claudine Grimaldi: Pero je moćnije od mača – hellomonaco.com (engl.)

| Prethodnik:              | Gospodar Monaka (1458. – 1494.) | Nasljednik:              |
| Claudine (1457. – 1458.) | Gospodar Monaka (1458. – 1494.) | Ivan II. (1494. – 1505.) |